# منتدى التعاون الاقتصادي لدول آسيا والمحيط الهادئ
منتدى التعاون الاقتصادي لدول آسيا والمحيط الهادئ (بالإنجليزية: APEC)‏  هو منتدى حكومي دولي يضم 21 دولة عضوا في حافة المحيط الهادي وهو يعزز التجارة الحرة في جميع أنحاء منطقة آسيا والمحيط الهادئ. بعد نجاح سلسلة المؤتمرات الوزارية لرابطة دول جنوب شرق آسيا التي بدأت في منتصف الثمانينيات،  تأسست منظمة التعاون الاقتصادي لآسيا والمحيط الهادئ في عام 1989،  تلبية للنمو الاقتصادي المتزايد واستجابةً للاعتماد المتبادل المتزايد لاقتصادات منطقة آسيا والمحيط الهادئ وظهور التكتلات التجارية الإقليمية في أجزاء أخرى من العالم مثل الاتحاد الأوروبي والنافتا، وكانت تهدف إلى إنشاء أسواق جديدة للمنتجات الزراعية والمواد الخام خارج أوروبا.
وتسعى إبيك لرفع مستوى المعيشة والتعليم من خلال تحقيق نمو اقتصادي متوازن وتشارك العوائد بين دول آسيا والمحيط الهادي، حيث يشكل تعداد السكان القاطنين للدول المطلة على المحيط الهادي ما يقارب من 40% من عدد سكان العالم.
يقع مقرها الرئيسي في سنغافورة،  يعتبر المنتدى كواحد من أعلى التجمعات متعددة الأطراف وأقدم المنتديات في منطقة آسيا والمحيط الهادئ،  ولها تأثير عالمي كبير.
يحضر الاجتماع السنوي لإبيك رؤساء الحكومات من الدول الأعضاء عدا جمهورية الصين (تايوان) الممثلة تحت اسم تايبيه الصينية على مستوى وزير  في الاجتماع السنوي للقادة الاقتصاديين للمنتدى. حيث يتغير مكان انعقاد المنتدى سنويا بين الدول الأعضاء، ومن أبرز العادات لهذا المؤتمر هو أن رؤساء الحكومات يرتدون الملابس الوطنية للبلد المضيف.
لدى المنتدى ثلاثة مراقبين رسميين: أمانة رابطة أمم جنوب شرق آسيا، ومجلس التعاون الاقتصادي للمحيط الهادئ، وأمانة منتدى جزر المحيط الهادئ.

## التاريخ
استلهمت فكرة منتدى التعاون الاقتصادي لآسيا والمحيط الهادئ في البداية عندما أظهرت سلسلة المؤتمرات الوزارية للاسيان، والتي بدأت في منتصف الثمانينيات، جدوى وقيمة للمؤتمرات المنتظمة بين الممثلين على المستوى الوزاري لكل من الاقتصادات المتقدمة والنامية. بحلول عام 1996، توسعت مؤتمرات الوزراء لتشمل 12 عضوًا (الأعضاء الستة آنذاك في الآسيان وشركائها الستة في الحوار). دفعت التطورات رئيس الوزراء الأسترالي بوب هوك إلى الاعتقاد بضرورة التعاون على مستوى المنطقة في الأمور الاقتصادية. في يناير 1989، دعا بوب هوك إلى مزيد من التعاون الاقتصادي الفعال عبر منطقة حافة المحيط الهادئ. وأدى ذلك إلى الاجتماع الأول للمنتدى في العاصمة الأسترالية كانبيرا في نوفمبر، برئاسة وزير الخارجية الأسترالي جاريث إيفانز. واختتم الاجتماع، الذي حضره وزراء من 12 دولة، بالتزامات بعقد اجتماعات سنوية مقبلة في سنغافورة وكوريا الجنوبية. بعد عشرة أشهر، اجتمعت 12 دولة من منطقة آسيا والمحيط الهادئ في كانبرا، أستراليا، لتأسيس منتدى التعاون الاقتصادي لآسيا والمحيط الهادئ. تم إنشاء سكرتارية المنتدى، ومقرها سنغافورة ، لتنسيق أنشطة المنظمة.
خلال اجتماع عام 1994 في بوجور بإندونيسيا، تبنى قادة المنتدى أهداف بوجور التي تهدف إلى التجارة الحرة والمفتوحة والاستثمار في منطقة آسيا والمحيط الهادئ بحلول عام 2010 للاقتصادات الصناعية وبحلول عام 2020 للاقتصادات النامية. في عام 1995، أنشأت منظمة التعاون الاقتصادي لآسيا والمحيط الهادئ هيئة استشارية للأعمال تسمى المجلس الاستشاري للأعمال التابع لمنظمة التعاون الاقتصادي لآسيا والمحيط الهادئ (ABAC)، وتتألف من ثلاثة رجال أعمال تنفيذيين للأعمال من النظام الاقتصاد لكل دولة عضو.
أطلق منتدى التعاون الاقتصادي لآسيا والمحيط الهادئ (APEC) بالتعاون مع خمس منظمات دولية أخرى (يوروستات، وكالة الطاقة الدولية، منظمة أمريكا اللاتينية للطاقة، أوبك، شعبة الإحصاءات في الأمم المتحدة) في أبريل 2001 اللوائح المشتركة لبيانات النفط، والذي أصبح في عام 2005 مبادرة بيانات المنظمات المشتركة (JODI).

### مواقع الاجتماعات
يتم تداول مكان الاجتماع سنويًا بين الأعضاء.
| السنة | الاجتماع         | التاريخ              | الدولة                     | المدينة         | الرئيس المضيف                   |
| ----- | ---------------- | -------------------- | -------------------------- | --------------- | ------------------------------- |
| 1989  | الأول            | 6–7 نوفمبر           | أستراليا                   | كانبرا          | رئيس الوزراء بوب هوك            |
| 1990  | الثاني           | 29–31 يوليو          | سنغافورة                   | سنغافورة        | رئيس الوزراء لي كوان يو         |
| 1991  | الثالث           | 12–14 نوفمبر         | كوريا الجنوبية             | سيول            | الرئيس روو تاي وو               |
| 1992  | الرابع           | 10–11 سبتمبر         | تايلاند                    | بانكوك          | رئيس الوزراء أناند بانياراتشون  |
| 1993  | الخامس           | 19–20 نوفمبر         | الولايات المتحدة           | جزيرة بلك       | الرئيس بيل كلينتون              |
| 1994  | السادس           | 15–16 نوفمبر         | إندونيسيا                  | بوغور           | الرئيس سوهارتو                  |
| 1995  | السابع           | 18–19 نوفمبر         | اليابان                    | أوساكا          | رئيس الوزراء تومي-إتشي موراياما |
| 1996  | الثامن           | 24–25 نوفمبر         | الفلبين                    | سوبيك           | الرئيس فيديل فالديس راموس       |
| 1997  | التاسع           | 24–25 نوفمبر         | كندا                       | فانكوفر         | رئيس الوزراء جان كريتيان        |
| 1998  | العاشر           | 17–18نوفمبر          | ماليزيا                    | كوالا لامبور    | رئيس الوزراء مهاتير محمد        |
| 1999  | الحادي عشر       | 12–13 نوفمبر         | نيوزيلندا                  | أوكلاند         | رئيس الوزراء جيني شيبلي         |
| 2000  | الثاني عشر       | 15–16 نوفمبى         | بروناي                     | بندر سري بكاوان | السلطان حسن البلقية             |
| 2001  | الثالث عشر       | 20–21 أكتوبر         | الصين                      | شنغهاي          | الرئيس جيانغ زيمين              |
| 2002  | الرابع عشر       | 26–27 أكتوبر         | المكسيك                    | لوس كابوس       | الرئيس فيسينتي فوكس             |
| 2003  | الخامس عشر       | 20–21 أكتوبر         | تايلاند                    | بانكوك          | رئيس الوزراء ثاكسين شيناواترا   |
| 2004  | السادس عشر       | 20–21 نوفمبر         | تشيلي                      | سانتياغو        | الرئيس ريكاردو لاغوس            |
| 2005  | السابع عشر       | 18–19 نوفمبر         | كوريا الجنوبية             | بوسان           | الرئيس روه مو هيون              |
| 2006  | الثامن عشر       | 18–19 نوفمبر         | فيتنام                     | هانوي           | الرئيس نغوين مينه تريت          |
| 2007  | التاسع عشر       | 8–9 سبتمبر           | أستراليا                   | سيدني           | رئيس الوزراء جون هوارد          |
| 2008  | العشرون          | 22–23 نوفمبر         | البيرو                     | ليما            | الرئيس آلن غارسيا               |
| 2009  | الحادي والعشرون  | 14–15 نوفمبر         | سنغافورة                   | سنغافورة        | رئيس الوزراء لي هسين لونغ       |
| 2010  | الثاني والعشرون  | 13–14 نوفمبر         | اليابان                    | يوكوهاما        | رئيس الوزراء ناوتو كان          |
| 2011  | الثالث والعشرون  | 12–13 نوفمبر         | الولايات المتحدة الأمريكية | هونولولو        | الرئيس باراك أوباما             |
| 2012  | الرابع والعشرون  | 9–10 سبتمبر          | روسيا                      | فلاديفوستوك     | الرئيس فلاديمير بوتين           |
| 2013  | الخامس والعشرون  | 5–7 أكتوبر           | إندونيسيا                  | بالي            | الرئيس سوسيلو بامبانج يودويونو  |
| 2014  | السادس والعشرون  | 10–11 نوفمبر         | الصين                      | بكين            | الرئيس شي جين بينغ              |
| 2015  | السابع والعشرون  | 18–19 نوفمبر         | الفلبين                    | باساي           | الرئيس بنيغنو آكينو             |
| 2016  | الثامن والعشرون  | 19–20 نوفمبر         | البيرو                     | ليما            | الرئيس بيدرو بابلو كوشينسكي     |
| 2017  | التاسع والعشرون  | 10–11 نوفمبر         | فيتنام                     | دا نانغ         | الرئيس تران داي كوانغ           |
| 2018  | الثلاثون         | 17–18 نوفمبر         | بابوا غينيا الجديدة        | بورت مورسبي     | رئيس الوزراء بيتر أونيل         |
| 2019  | الحادي والثلاثون | 16–17 نوفمبر (ألغيت) | تشيلي                      | سانتياغو        | الرئيس سبستيان بنييرا           |
| 2020  | الثاني والثلاثون | 20 نوفمبر            | ماليزيا                    | كوالا لامبور    | رئيس الوزراء محيي الدين ياسين   |
| 2021  | الثالث والثلاثون | 16 يوليو و 12 نوفمبر | نيوزيلندا                  | أوكلاند         | رئيس الوزراء جاسيندا أرديرن     |
| 2022  | الرابع والثلاثون | 18-19 نوفمبر         | تايلاند                    | بانكوك          | رئيس الوزراء برايوت تشان أوتشا  |
| 2023  | الخامس والثلاثون | 15-17 نوفمبر         | الولايات المتحدة الأمريكية | سان فرانسيسكو   | الرئيس جو بايدن                 |
| 2024  | السادس والثلاثون | 10-16 نوفمبر         | البيرو                     | كوسكو           | الرئيس دينا بولوارتي            |
| 2025  | السابع والثلاثون | يُعلن لاحقًا           | كوريا الجنوبية             | يُعلن لاحقًا      | الرئيس                          |

## الاقتصادات الأعضاء

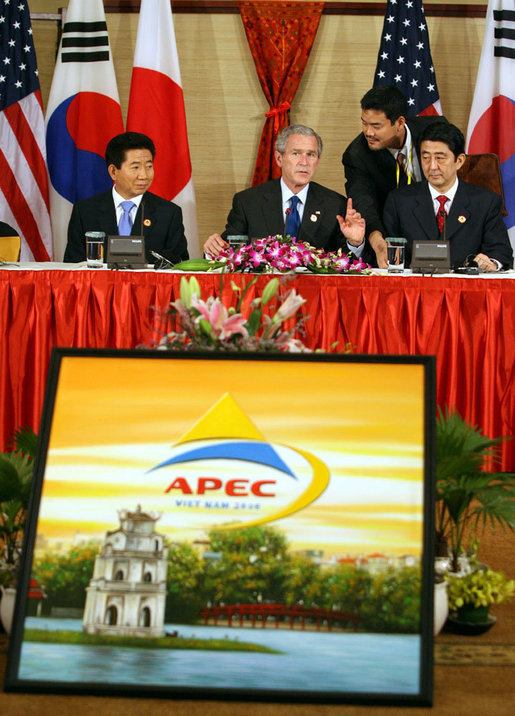
الرئيس الكوري الجنوبي السابق روه مو هيون مع رئيس الوزراء الياباني شينزو آبي والرئيس الأمريكي السابق جورج دبليو بوش في المنتدى لعام 2006 في هانوي، فيتنام.

تضم ابيك حاليا 21 عضوا. ومع ذلك ، فإن معيار العضوية هو أن العضو هو اقتصاد منفصل، وليس دولة. ونتيجة لذلك، تستخدم منظمة التعاون الاقتصادي لآسيا والمحيط الهادئ مصطلح الاقتصادات الأعضاء بدلاً من الدول الأعضاء للإشارة إلى أعضائها. ومن نتائج هذا المعيار أن عضوية المنتدى تشمل تايوان (رسميًا جمهورية الصين، المشاركة تحت اسم «تايبيه الصينية») جنبًا إلى جنب مع جمهورية الصين الشعبية (انظر العلاقات عبر مضيق تايوان)، وكذلك هونغ كونغ، التي دخلت أبيك كمستعمرة بريطانية لكنها الآن منطقة إدارية خاصة لجمهورية الصين الشعبية . وتضم الابيك أيضا ثلاثة مراقبين رسميين هم الاسيان ومنتدى جزر المحيط الهادئ ومجلس التعاون الاقتصادى للمحيط الهادئ.
| الاقتصادات الأعضاء  | الاسم كما هو مستخدم في ابيك | تاريخ الانضمام | الناتج المحلي الإجمالي (تعادل القوة الشرائية) في عام 2017 (بملايين الدولارات الدولية) |
| ------------------- | --------------------------- | -------------- | ------------------------------------------------------------------------------------- |
| أستراليا            | أستراليا                    | نوفمبر 1989    | 1,235,297                                                                             |
| بروناي              | بروناي دار السلام           | نوفمبر 1989    | 32,958                                                                                |
| كندا                | كندا                        | نوفمبر 1989    | 1,763,785                                                                             |
| إندونيسيا           | إندونيسيا                   | نوفمبر 1989    | 3,242,966                                                                             |
| اليابان             | اليابان                     | نوفمبر 1989    | 5,405,072                                                                             |
| كوريا الجنوبية      | جمهورية كوريا               | نوفمبر 1989    | 2,026,651                                                                             |
| ماليزيا             | ماليزيا                     | نوفمبر 1989    | 926,081                                                                               |
| نيوزيلندا           | نيوزيلندا                   | نوفمبر 1989    | 185,748                                                                               |
| الفلبين             | الفلبين                     | نوفمبر 1989    | 874,518                                                                               |
| سنغافورة            | سنغافورة                    | نوفمبر 1989    | 513,744                                                                               |
| تايلاند             | تايلاند                     | نوفمبر 1989    | 1,228,941                                                                             |
| الولايات المتحدة    | الولايات المتحدة            | نوفمبر 1989    | 19,362,129                                                                            |
| تايوان              | تايبيه الصينية              | نوفمبر 1991    | 1,175,308                                                                             |
| هونغ كونغ           | هونغ كونغ، الصين            | نوفمبر 1991    | 453,019                                                                               |
| الصين               | جمهورية الصين الشعبية       | نوفمبر 1991    | 12,150,000                                                                            |
| المكسيك             | المكسيك                     | نوفمبر 1993    | 2,406,087                                                                             |
| بابوا غينيا الجديدة | بابوا غينيا الجديدة         | نوفمبر 1993    | 30,839                                                                                |
| تشيلي               | تشيلي                       | نوفمبر 1994    | 452,095                                                                               |
| البيرو              | البيرو                      | نوفمبر 1998    | 424,639                                                                               |
| روسيا               | روسيا                       | نوفمبر 1998    | 4,000,096                                                                             |
| فيتنام              | فيتنام                      | نوفمبر 1998    | 643,902                                                                               |

### القادة
| العضو                      | منصب القائد      | زعيم الدولة                     |
| -------------------------- | ---------------- | ------------------------------- |
| أستراليا                   | رئيس وزراء       | سكوت موريسون                    |
| بروناي                     | سلطان            | حسن البلقية                     |
| كندا                       | رئيس وزراء       | جاستن ترودو                     |
| تشيلي                      | رئيس             | سيباستيان بينيرا                |
| الصين                      | رئيس             | شي جين بينغ                     |
| هونغ كونغ                  | الرئيس التنفيذي  | كاري لام                        |
| إندونيسيا                  | رئيس             | جوكو ويدودو                     |
| اليابان                    | رئيس وزراء       | يوشيهيديه سوغا                  |
| كوريا الجنوبية             | رئيس             | مون جاي إن                      |
| ماليزيا                    | رئيس وزراء       | محيي الدين ياسين                |
| المكسيك                    | رئيس             | أندريس مانويل لوبيز أوبرادور    |
| نيوزيلندا                  | رئيس وزراء       | جاسيندا أرديرن                  |
| بابوا غينيا الجديدة        | رئيس الوزراء     | جيمس مارب                       |
| البيرو                     | رئيس             | فرانسيسكو ساغاستي               |
| الفلبين                    | رئيس             | رودريغو دوتيرتي                 |
| روسيا                      | رئيس             | فلاديمير بوتين                  |
| سنغافورة                   | رئيس وزراء       | لي هسين لونغ                    |
| تايوان                     | رئيس/مبعوث رئاسي | تساي إنغ ون (يمثله موريس تشانغ) |
| تايلاند                    | رئيس وزراء       | برايوت تشان أوتشا               |
| الولايات المتحدة الأمريكية | رئيس             | جو بايدن                        |
| فيتنام                     | الرئيس           | نغوين فو ترونغ                  |

## التوسيعات الممكنة

الأعضاء الحاليون
أعلنت الاهتمام بالعضوية

طلبت الهند الانضمام إلى منتدى التعاون الاقتصادي لدول آسيا والمحيط الهادئ، وتلقت دعمًا من الولايات المتحدة الأمريكية واليابان وأستراليا وبابوا غينيا الجديدة. قرر المسؤولون عدم السماح للهند بالانضمام لأسباب مختلفة معتبرين أنَّ الهند لا تحد المحيط الهادئ، وهو شرط يحققه جميع الأعضاء الحاليين. دعيت الهند لتكون مراقبًا لأول مرة في نوفمبر عام 2011.
تقدم كل من بنغلاديش وباكستان وسري لانكا وماكاو ومنغوليا ولاوس وكمبوديا وكوستاريكا وكولومبيا وبنما وإكوادور بالإضافة إلى اثني عشر نظام اقتصادي أخر بطلب عضوية في منتدى التعاون الاقتصادي لآسيا والمحيط الهادئ. تقدمت كولومبيا بطلب للانضمام إلى عضوية منتدى التعاون الاقتصادي لآسيا والمحيط الهادئ في بداية عام 1995، ولكن رفض عرضها حيث توقفت المنظمة عن قبول أعضاء جدد منذ عام 1993 وحتى عام 1996، ومدد التوقف إلى عام 2007 بسبب الأزمة المالية الآسيوية لعام 1997. وقد سعت جزيرة غوام للحصول على عضوية منفصلة مثل هونغ كونغ، لكن الولايات المتحدة الأمريكية والتي تمثل غوام عارضت الطلب.

## تسهيل الأعمال
لطالما كانت أبيك في طليعة الإصلاح لتسهيل الأعمال. خفضت تكاليف المعاملات التجارية في جميع أنحاء المنطقة بنسبة 6٪ بين عامي 2002 و2006، وذلك بفضل خطة عمل تيسير التجارة التابعة لأبيك. سعى منتدى أبيك بين عامي 2007 و2010 لتحقيق تخفيض إضافي بنسبة 5٪ على تكاليف المعاملات التجارية. وأُقرت لهذه الغاية خطة عمل جديدة لتسهيل التجارة. ووفقًا لبحث نشره البنك الدولي عام 2008 كجزء من مشروع تكاليف التجارة والتسهيلات فإن زيادة شفافية النظام التجاري في المنطقة أمر بالغ الأهمية إذا أرادت آبيك تحقيق أهدافها في بوكور. تُعد بطاقة آبيك التجارية للسفر (وثيقة للسفر التجاري بدون تأشيرة داخل المنطقة) أحد الإجراءات الملموسة لتسهيل الأعمال. انضمت روسيا في مايو 2010 إلى الاتفاقية.

## مركز دراسة أبيك
قرر قادة أبيك في عام 1993 إنشاء شبكة من مراكز دراسة بين الجامعات ومؤسسات البحوث الاقتصادية الأعضاء. الغرض من ذلك هو تعزيز التعاون بين مؤسسات التعليم العالي والبحوث في النظم الاقتصادية الأعضاء، وبالتالي الحصول على تعاون أكاديمي أفضل بشأن التحديات الاقتصادية الإقليمية الرئيسية. تمول مراكز دراسة أبيك بشكل مستقل لتشجيع الاستقلال عن منتدى أبيك، بالإضافة إلى اختيارهم مواضيع البحث الخاصة بهم.
يوجد نحو 70 مركز بحثي تابع لأبيك اعتبارًا من ديسمبر عام 2018. وعادة ما يعقد مؤتمر سنوي في بلد النظام الاقتصادي المضيف للعام.

## مجلس أبيك الاستشاري للأعمال
أنشأ مجلس أبيك الاستشاري للأعمال من قبل القادة الاقتصاديين في أبيك في نوفمبر عام 1995 بهدف تقديم المشورة إلى قادة أبيك الاقتصاديين حول طرق تحقيق أهداف بوكور وأولويات قطاعات الأعمال الأخرى وتوفير منظور الأعمال في مجالات التعاون.
يرشح كل اقتصاد ما يصل إلى ثلاثة أعضاء من القطاع الخاص إلى مجلس أبيك الاستشاري للأعمال. يمثل رؤساء الأعمال هؤلاء مجموعة واسعة من قطاعات الصناعة. يقدم مجلس أبيك الاستشاري للأعمال تقريرًا سنويًا إلى القادة الاقتصاديين في منتدى التعاون الاقتصادي لدول آسيا والمحيط الهادئ يتضمن توصيات لتحسين بيئة الأعمال والاستثمار في المنطقة، ويحدد وجهات نظر متعلقة بالقضايا الإقليمية ذات الأولوية. مجلس أبيك الاستشاري للأعمال هو أيضا المنظمة غير الحكومية الوحيدة المدرجة على جدول الأعمال الرسمي لاجتماع القادة الاقتصاديين لمنتدى ابيك.

## الاجتماعات السنوية للقادة الاقتصاديين لأبيك
منذ تأسيسها في عام 1989 ، عقدت الأبيك اجتماعات سنوية مع ممثلين من جميع الاقتصادات الأعضاء. وحضر الاجتماعات الأربعة الأولى مسؤولون وزاريون. ابتداء من عام 1993، تم تسمية الاجتماعات السنوية باجتماعات القادة الاقتصاديين للابيك ويحضرها رؤساء الحكومات من جميع الاقتصادات الأعضاء باستثناء تايوان، التي يمثلها مسؤول على المستوى الوزاري. اجتماعات القادة السنوية لا تسمى قمم.

### تطورات الاجتماع
في عام 1997 ، عقد اجتماع الابيك في فانكوفر . نشأ الجدل بعد أن استخدم ضباط من شرطة الخيالة الملكية الكندية رذاذ الفلفل ضد المتظاهرين. واعترض المحتجون على وجود زعماء استبداديين مثل الرئيس الإندونيسي سوهارتو.
في اجتماع القادة لعام 2001 في شنغهاي ، دفع قادة أبيك من أجل جولة جديدة من المفاوضات التجارية ودعم برنامج للمساعدة في بناء القدرات التجارية، مما أدى إلى إطلاق أجندة الدوحة للتنمية بعد أسابيع قليلة. كما وافق الاجتماع على اتفاق شنغهاي الذي اقترحته الولايات المتحدة، مع التركيز على تنفيذ خطة الأسواق المفتوحة والإصلاح الهيكلي وبناء القدرات. وكجزء من الاتفاقية، التزم الاجتماع بتطوير وتنفيذ معايير الشفافية الخاصة بالابيك، وخفض تكاليف المعاملات التجارية في منطقة آسيا والمحيط الهادئ بنسبة 5 في المائة على مدى 5 سنوات، واتباع سياسات تحرير التجارة المتعلقة بالسلع وخدمات تكنولوجيا المعلومات.
في عام 2003، خطط زعيم الجماعة الإسلامية، رضوان عصام الدين، لمهاجمة اجتماع قادة أبيك الذي سيعقد في بانكوك في أكتوبر. وقد ألقت الشرطة التايلاندية القبض عليه في مدينة أيوثايا بتايلاند في 11 أغسطس 2003، قبل أن يتمكن من إنهاء التخطيط للهجوم.
أصبحت تشيلي أول دولة في أمريكا الجنوبية تستضيف اجتماع القادة في عام 2004. ركز جدول أعمال ذلك العام على الإرهاب والتجارة، وتنمية المشاريع الصغيرة والمتوسطة، والتفكير في الاتفاقات الحرة والاتفاقيات التجارية الإقليمية.
عقد اجتماع القادة لعام 2005 في بوسان بكوريا الجنوبية. وركز الاجتماع على جولة الدوحة من منظمة التجارة العالمية المفاوضات (WTO)، وصولا إلى المؤتمر الوزاري لمنظمة التجارة العالمية لعام 2005 الذي عقد في هونغ كونغ في ديسمبر كانون الأول. قبل أسابيع، عقدت مفاوضات تجارية في باريس بين العديد من أعضاء منظمة التجارة العالمية، بما في ذلك الولايات المتحدة والاتحاد الأوروبي، وتركزت على تقليل الحواجز التجارية الزراعية. وحث زعماء أبيك في القمة الاتحاد الأوروبي على الموافقة على خفض الدعم الزراعي. استمرارًا لمبادرة تبادل المعلومات المناخية التي أنشأتها مجموعة عمل شبكة المناخ التابعة لمنظمة التعاون الاقتصادي لآسيا والمحيط الهادئ، قرر القادة إقامة مركز المناخ التابع لأبيك في بوسان . نظمت احتجاجات سلمية ضد أبيك في بوسان، لكن جدول الاجتماع لم يتأثر.
في اجتماع القادة الذي عقد في 19 نوفمبر 2006 في هانوي، دعا قادة منظمة التعاون الاقتصادي لآسيا والمحيط الهادئ إلى بداية جديدة لمفاوضات التجارة الحرة العالمية مع إدانة الإرهاب والتهديدات الأخرى للأمن. كما انتقد منتدى أبيك كوريا الشمالية لإجرائها تجربة نووية وإطلاق صاروخ في ذلك العام، وحثها على اتخاذ خطوات «ملموسة وفعالة» تجاه نزع السلاح النووي. كما تمت مناقشة المخاوف المتعلقة بالانتشار النووي في المنطقة بالإضافة إلى الموضوعات الاقتصادية. وقعت الولايات المتحدة وروسيا اتفاقية كجزء من محاولة روسيا الانضمام إلى منظمة التجارة العالمية.
انعقد اجتماع قادة أبيك في أستراليا 2007 في سيدني في الفترة من 2 إلى 9 سبتمبر 2007. اتفق القادة السياسيون على «هدف طموح» يتمثل في خفض الطاقة بنسبة 25٪ المرتبطة بالتنمية الاقتصادية. تم نشر تدابير أمنية مشددة بما في ذلك القناصة المحمولة جواً وحواجز واسعة من الصلب والخرسانة ضد المتظاهرين المرتقبين والإرهابيين المحتملين. ومع ذلك، كانت أنشطة الاحتجاج سلمية وتم اختراق الحاجز الأمني بسهولة من خلال موكب دبلوماسي مخادع يديره أعضاء في برنامج التلفزيون الأسترالي The Chaser، وكان أحدهم يرتدي زي زعيم القاعدة أسامة بن لادن.
تم إلغاء مؤتمر أبيك لعام 2019، الذي كان من المقرر عقده في الأصل في الفترة من 16 إلى 17 نوفمبر 2019 في تشيلي، بسبب الاحتجاجات المستمرة من قبل قطاعات من سكانها على عدم المساواة وتكلفة المعيشة وقمع الشرطة.

### الصور الجماعية لقادة أبيك
في نهاية اجتماع القادة الاقتصاديين لأبيك، اجتمع القادة لالتقاط صورة رسمية لقادة أبيك. على حسب التقليد يرتدي القادة ملابس تعكس ثقافة البلد المضيف. يعود هذا التقليد إلى أول اجتماع في عام 1993 عندما كان ذلك في الولايات المتحدة أصر الرئيس بيل كلينتون على ارتداء الملابس غير الرسمية وأعطى القادة سترات جلدية. في اجتماع عام 2010، ارتد القادة في اليابان ملابس غير رسمية أنيقة بدلاً من الكيمونو التقليدي. وبالمثل، عندما تم اختيار هونولولو في عام 2009 كموقع لاجتماع أبيك لعام 2011، قال الرئيس الأمريكي باراك أوباما مازحا إنه يتطلع إلى رؤية القادة يرتدون «قمصان مزهرة وتنانير من العشب». بعد مشاهدة الصور السابقة، وقلقه من أن ارتداء القادة لقمصان الألوها قد يعطي انطباعًا خاطئًا خلال فترة التقشف الاقتصادي، قرر أوباما بدلاً من ذلك أن الوقت قد حان لإنهاء هذا التقليد. تم منح القادة قميص ألوها مصمم خصيصًا كهدية ولكن لم يكن من المتوقع أن يرتدوه في الصورة. ارتدى القادة في بالي بإندونيسيا في مؤتمر 2013 زي الباتيك. وارتد القادة جاكيتات في مؤتمر الصين لعام 2014.

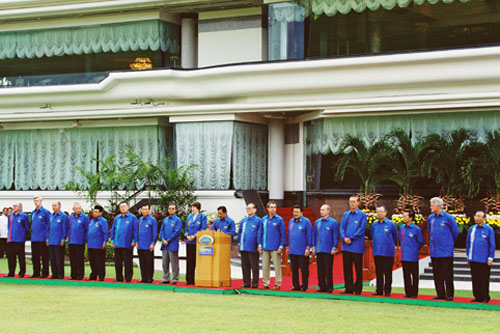
اجتماع بروناي عام 2000
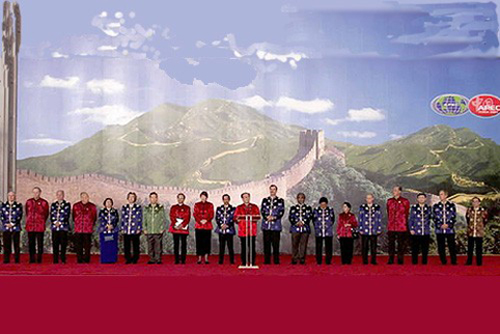
اجتماع الصين عام 2001
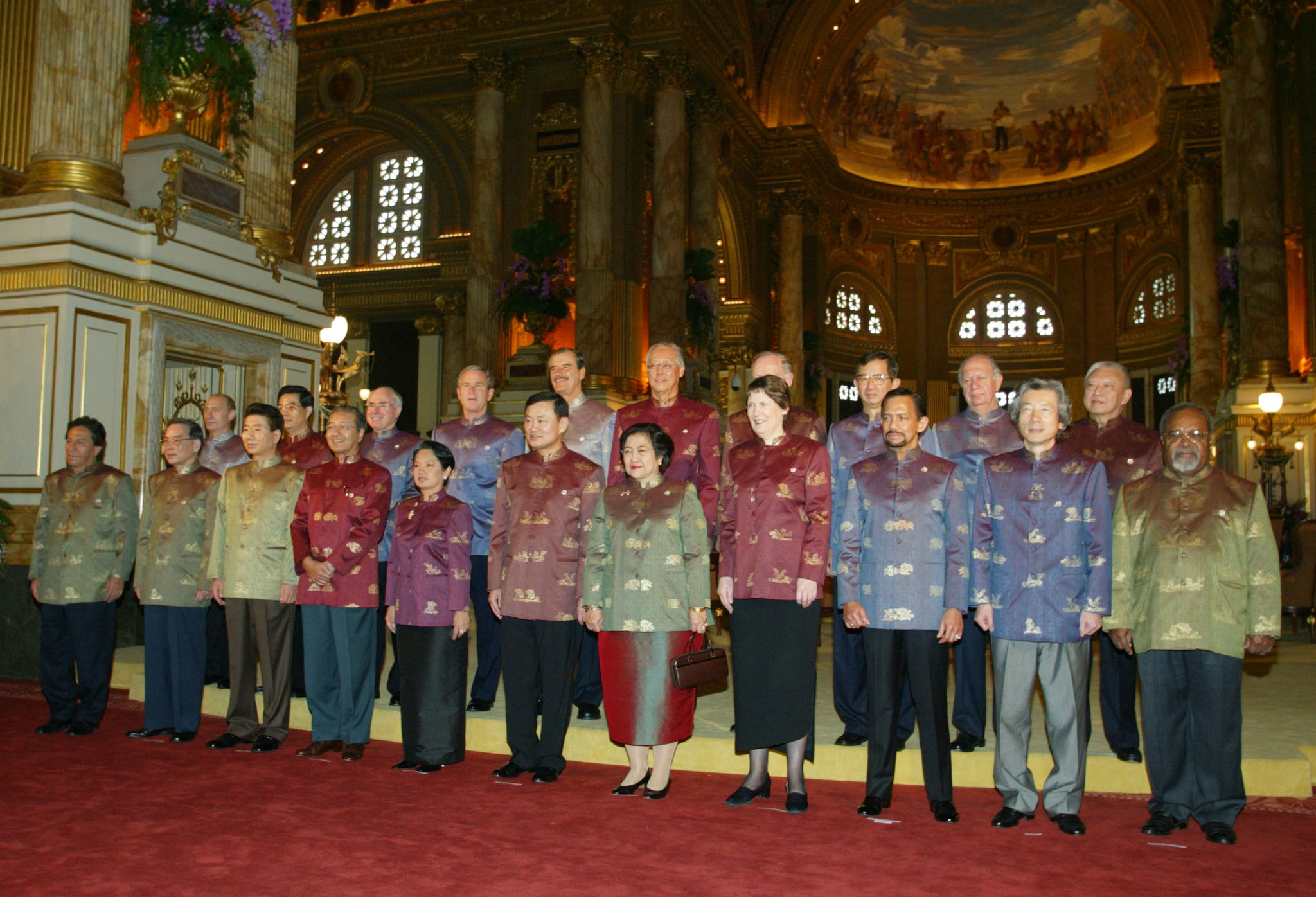
اجتماع تايلاند عام 2003
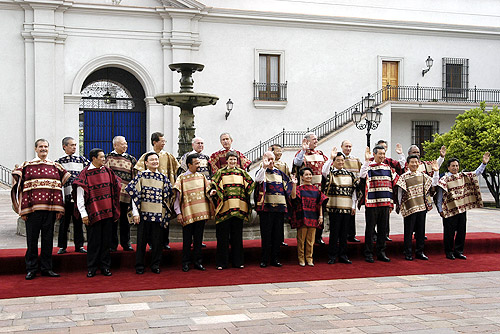
اجتماع تشيلي عام 2004
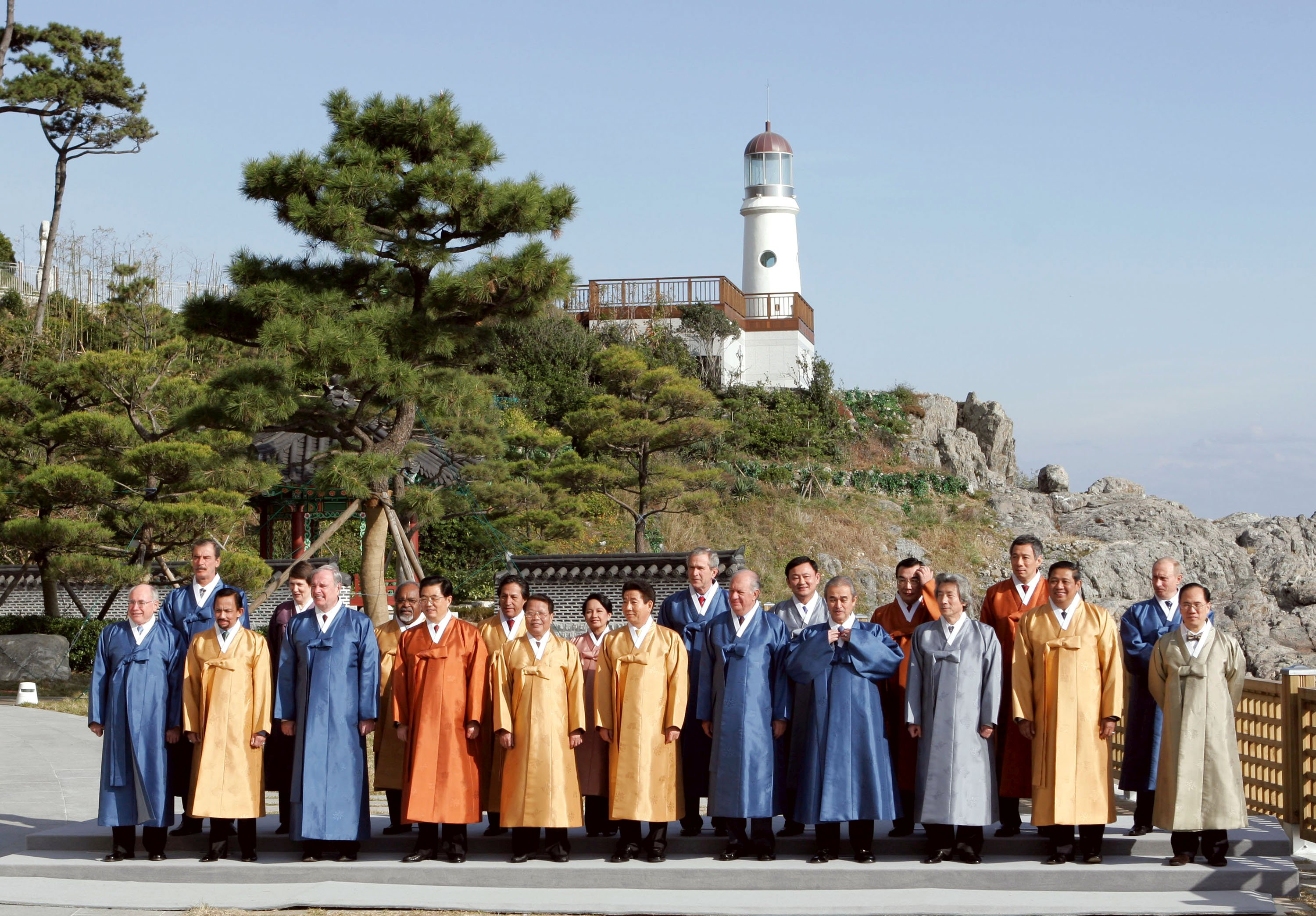
اجتماع كوريا الجنوبية عام 2005
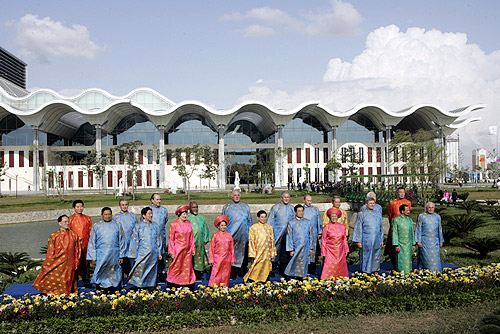
اجتماع فيتنام عام 2006
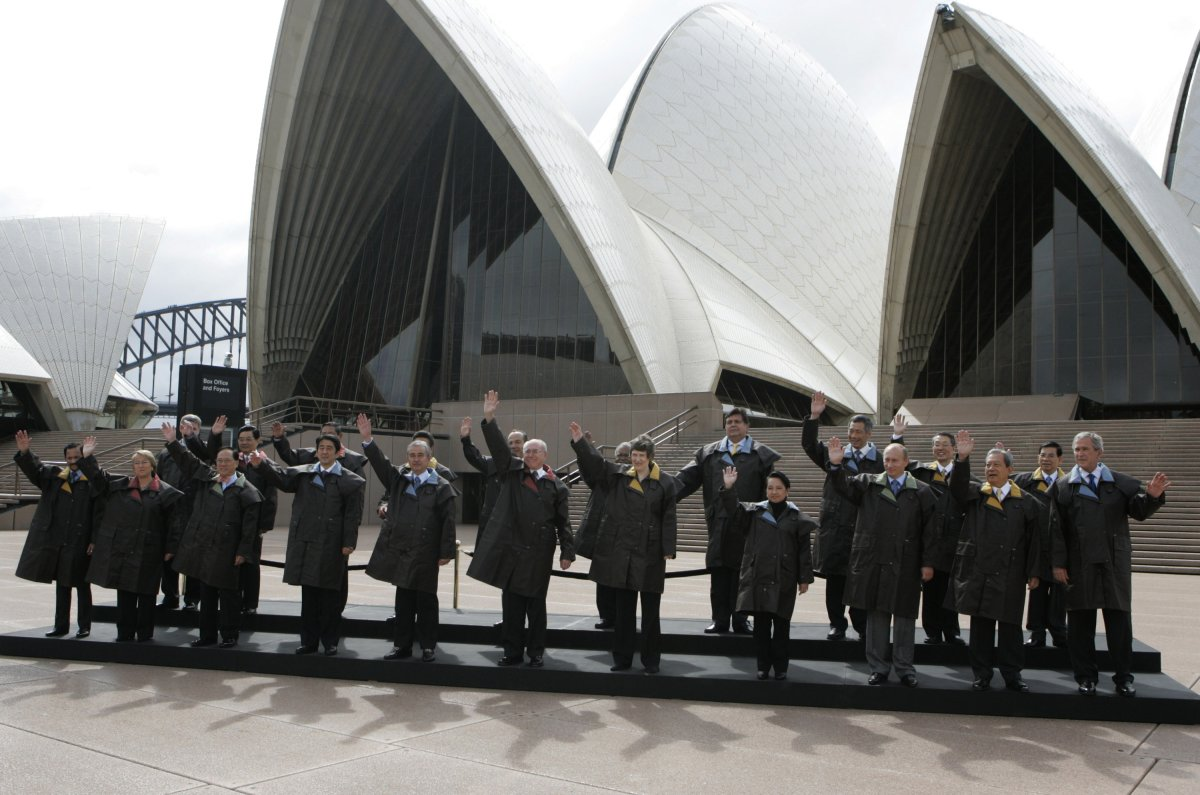
اجتماع استراليا عام 2007
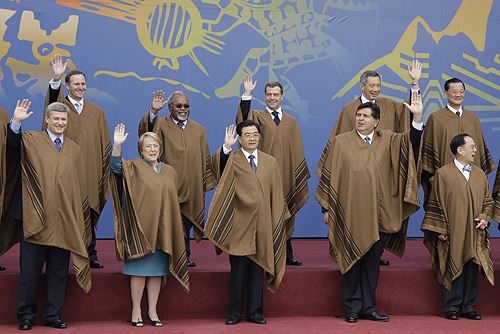
اجتماع البيرو عام 2008
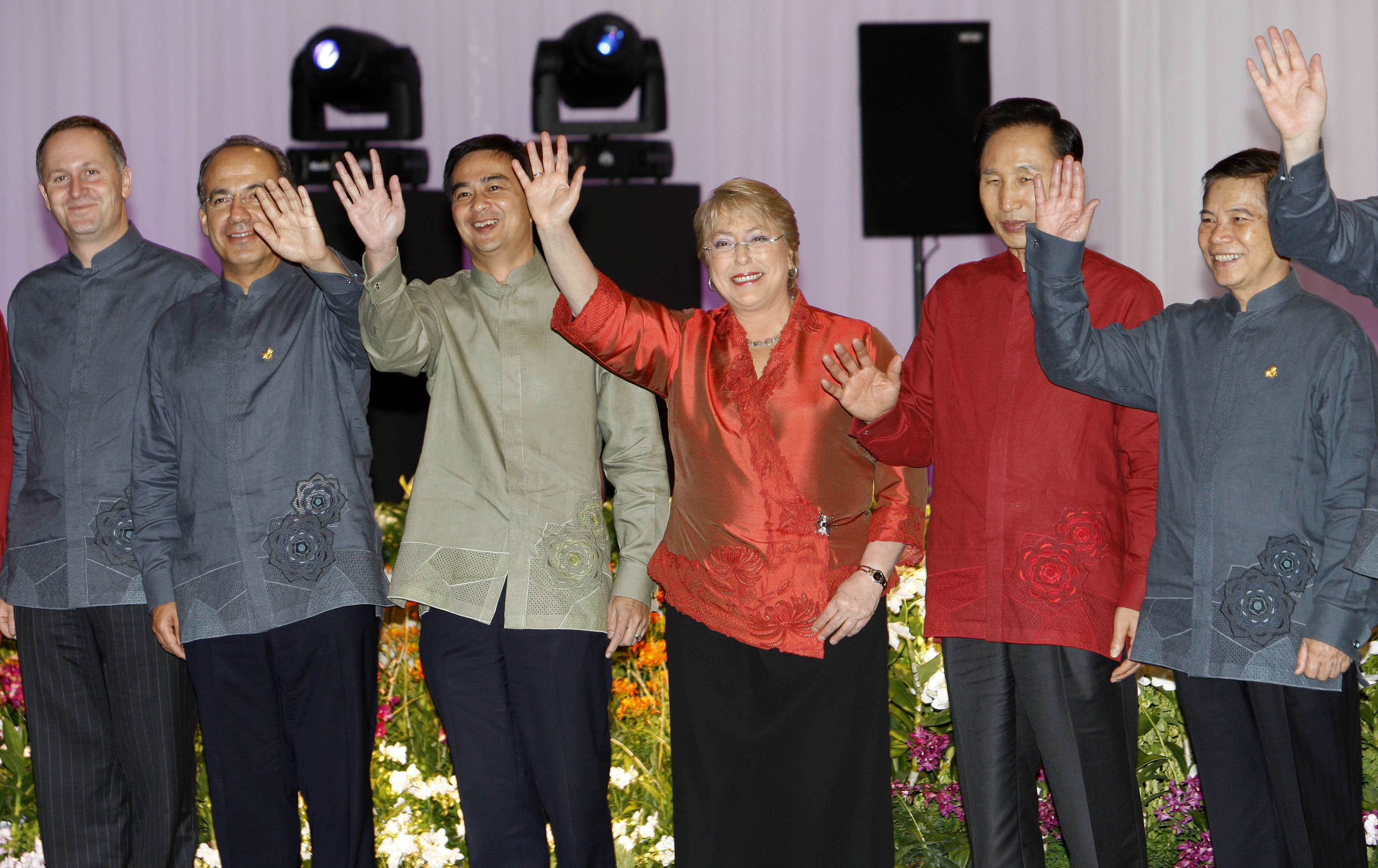
اجتماع سنغافورة عام 2009
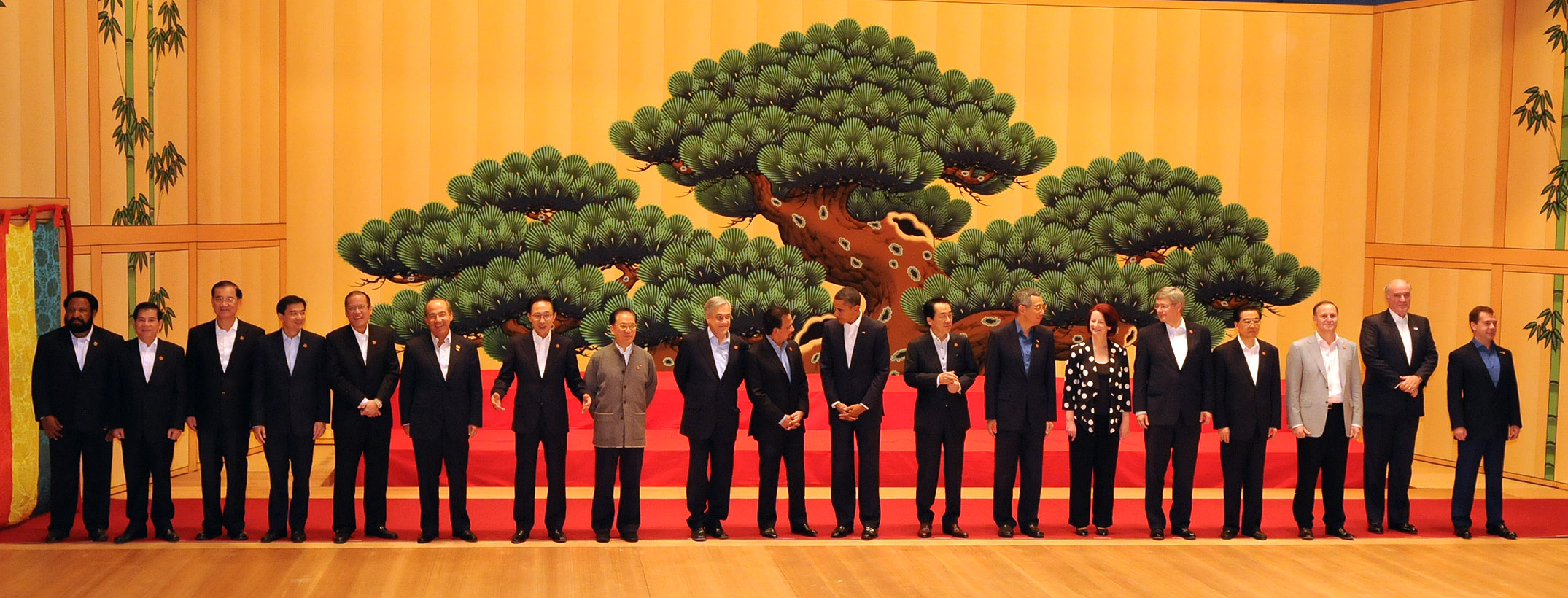
اجتماع اليابان عام 2010
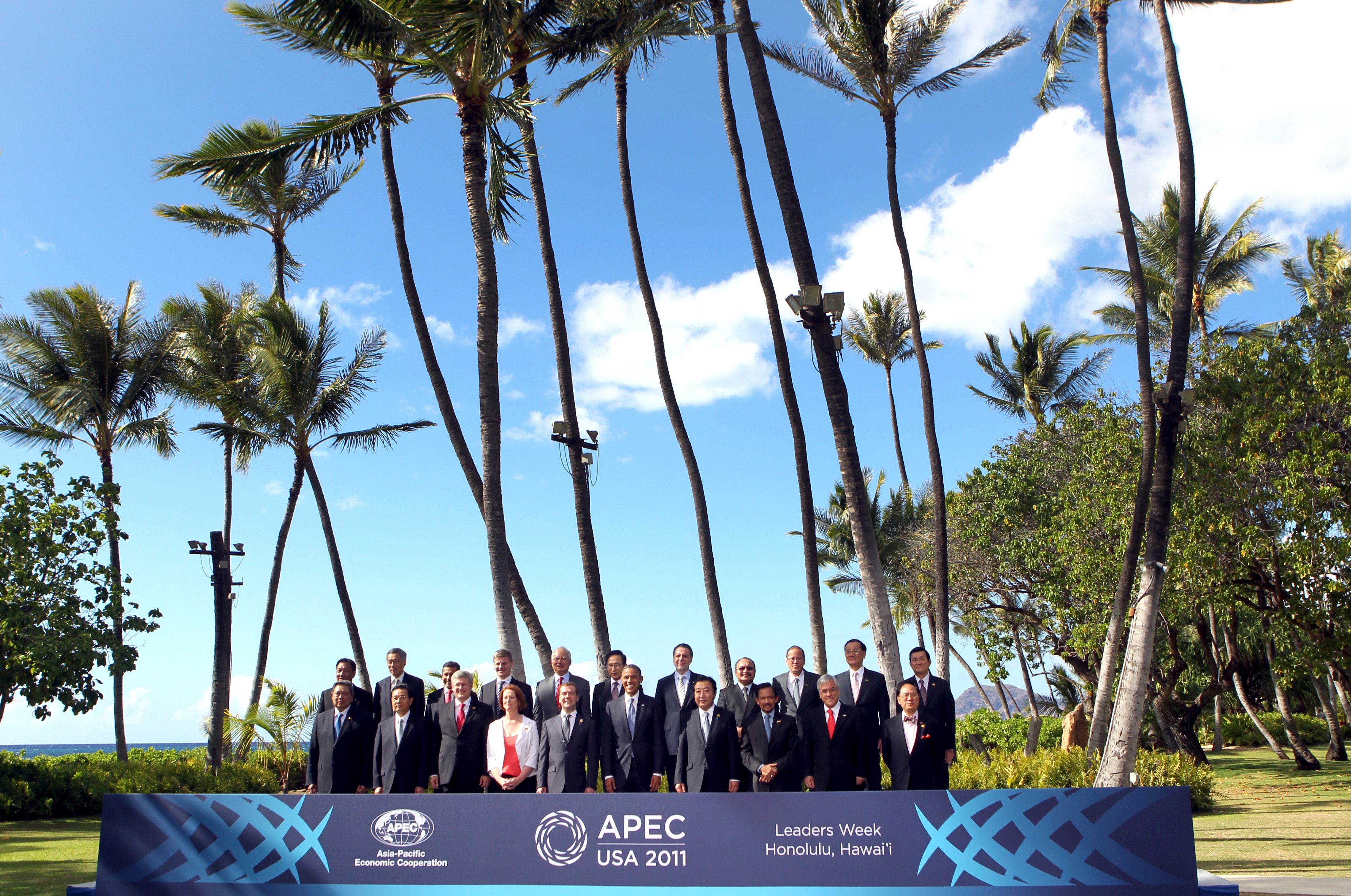
اجتماع الولايات المتحدة عام 2011
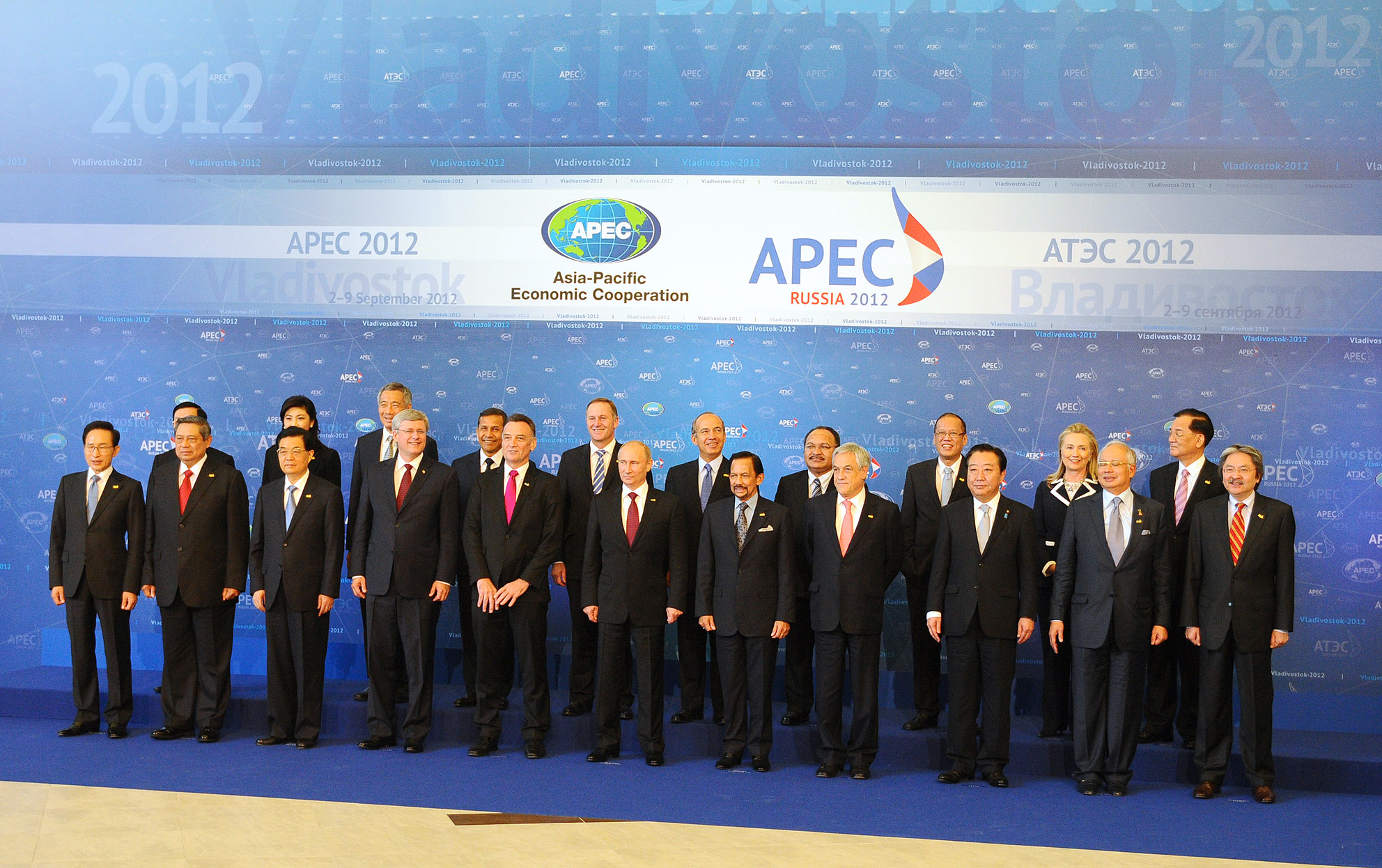
اجتماع روسيا عام 2012
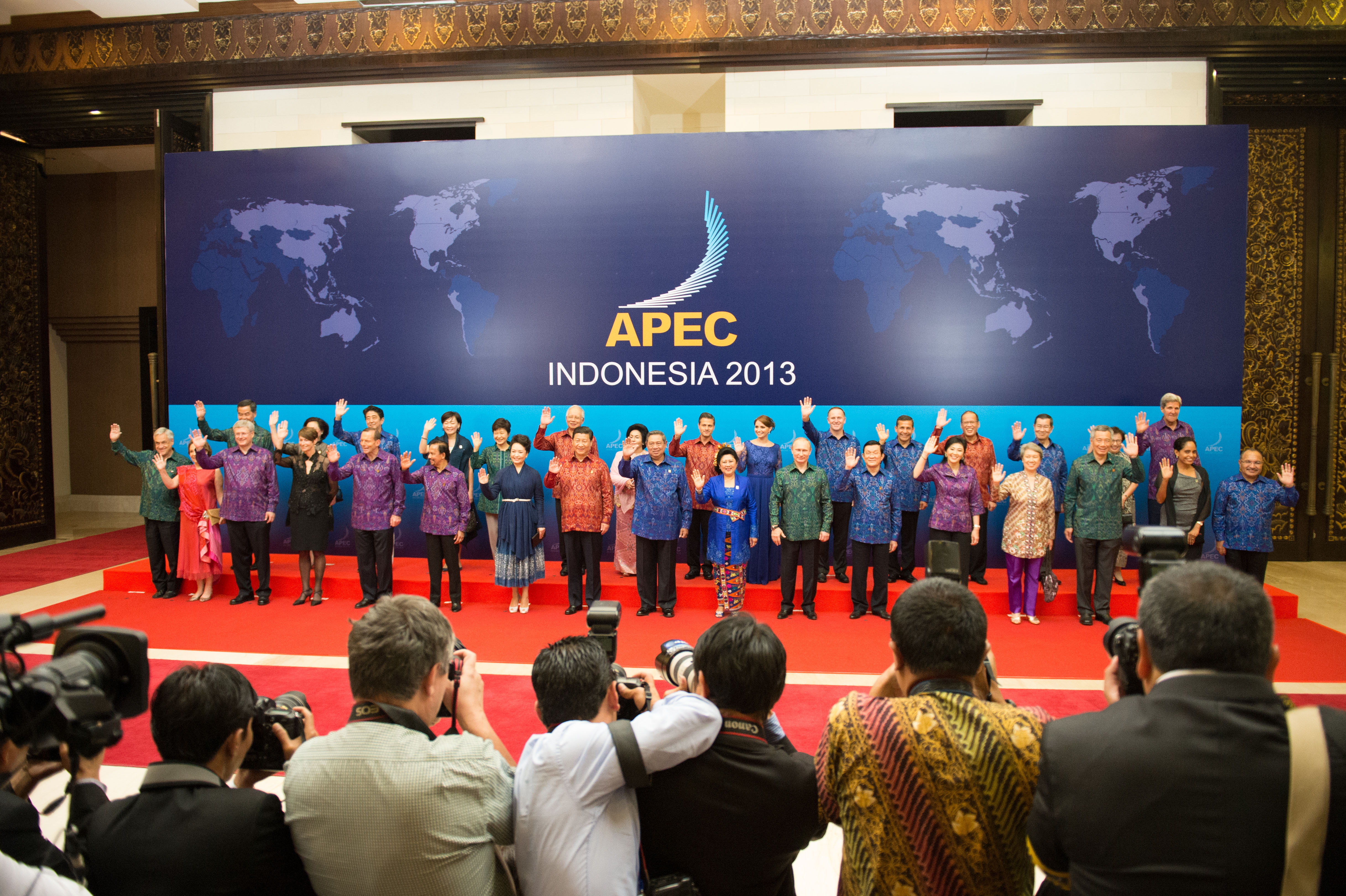
اجتماع اندونيسيا عام 2013
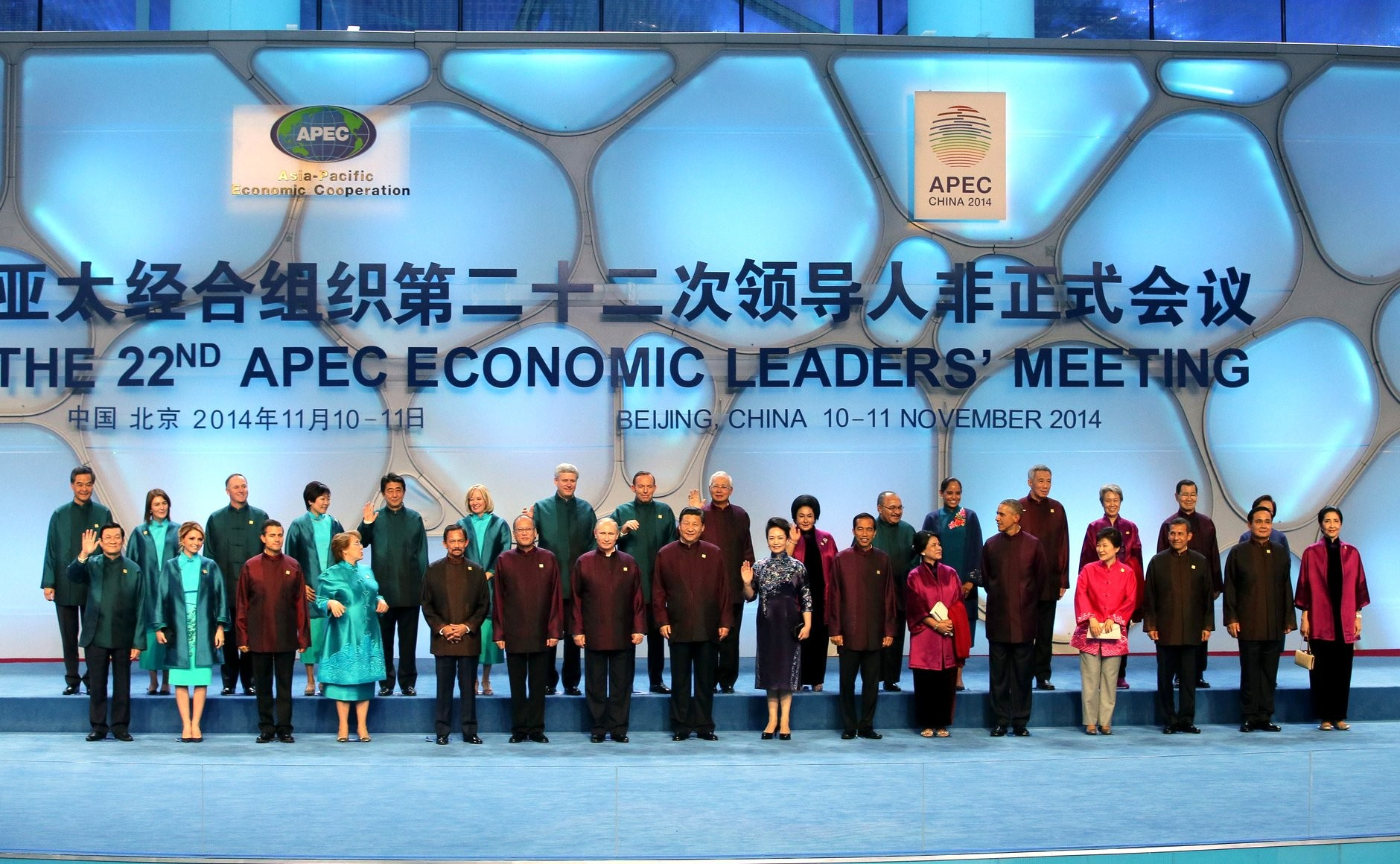
اجتماع الصين عام 2014
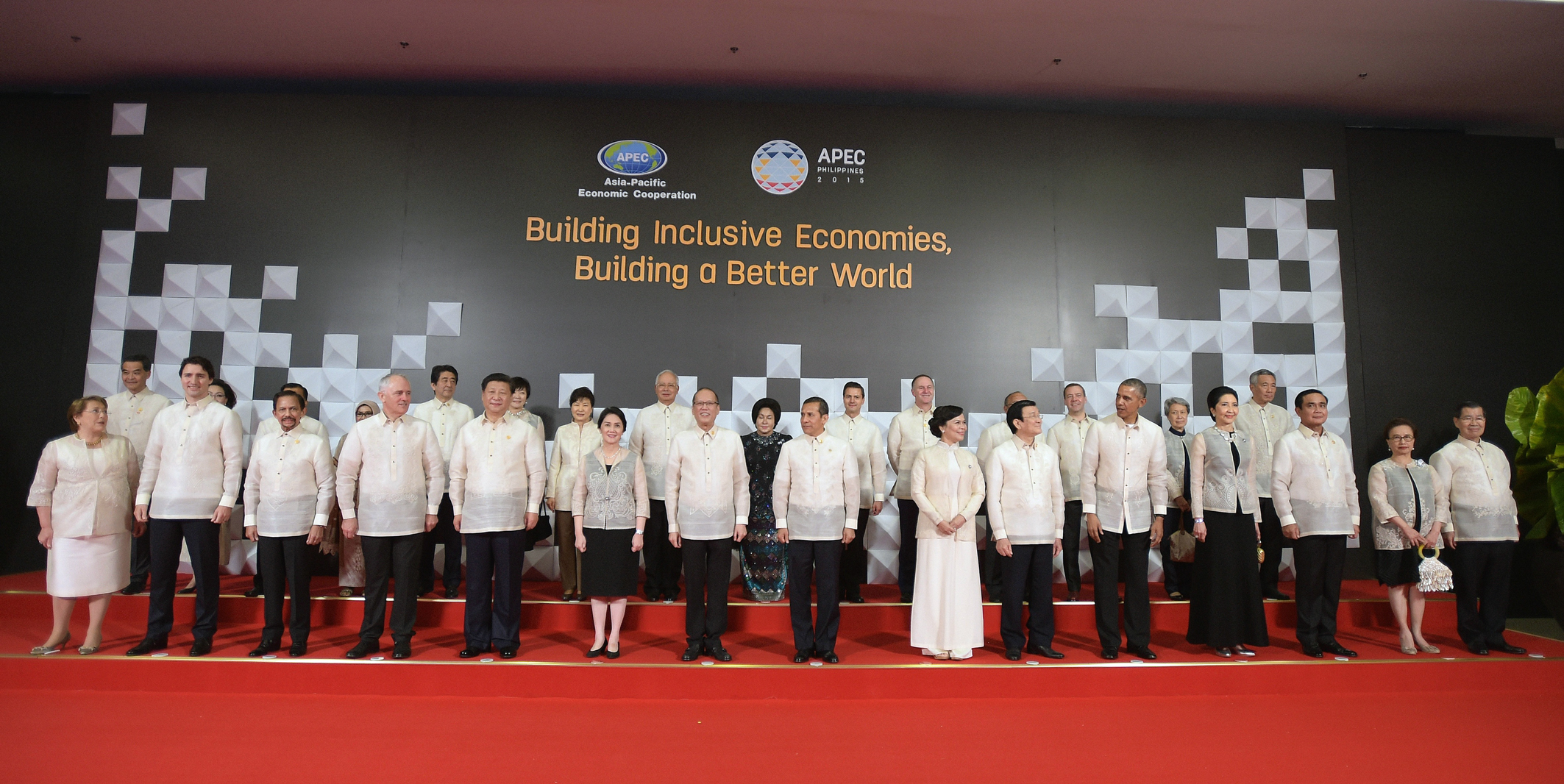
اجتماع الفلبين عام 2015
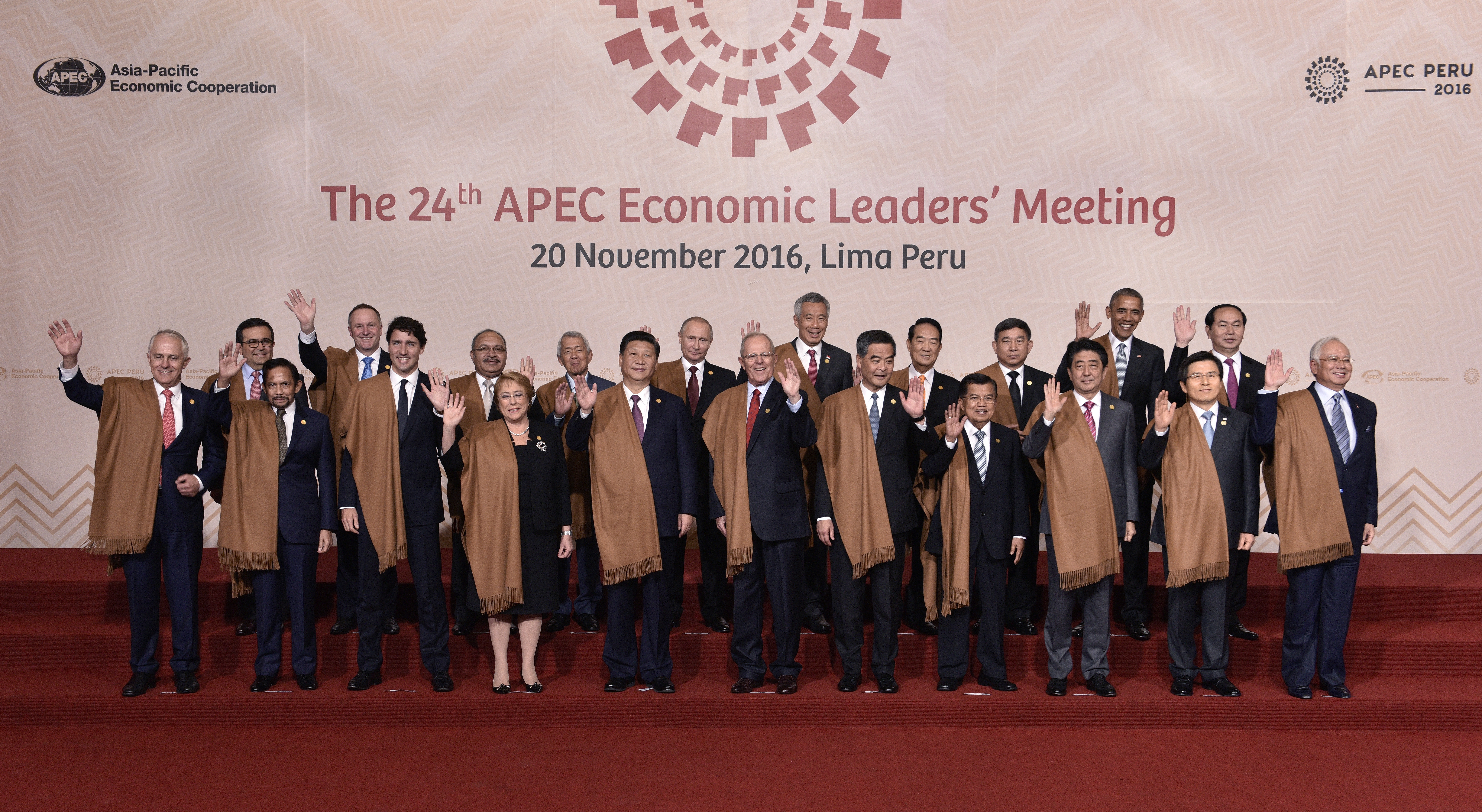
اجتماع اليرو عام 2016
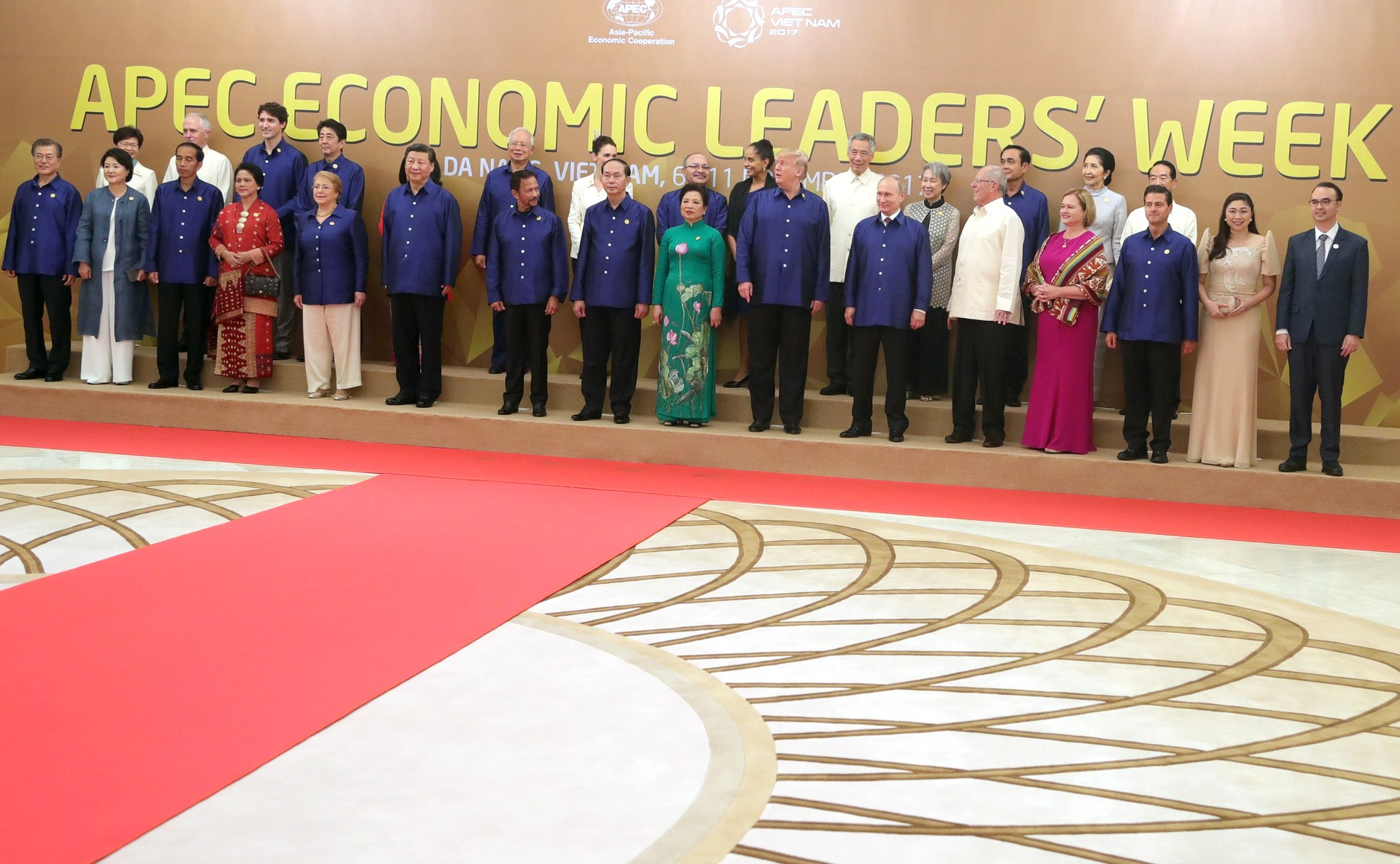
اجتماع فيتنام عام 2017
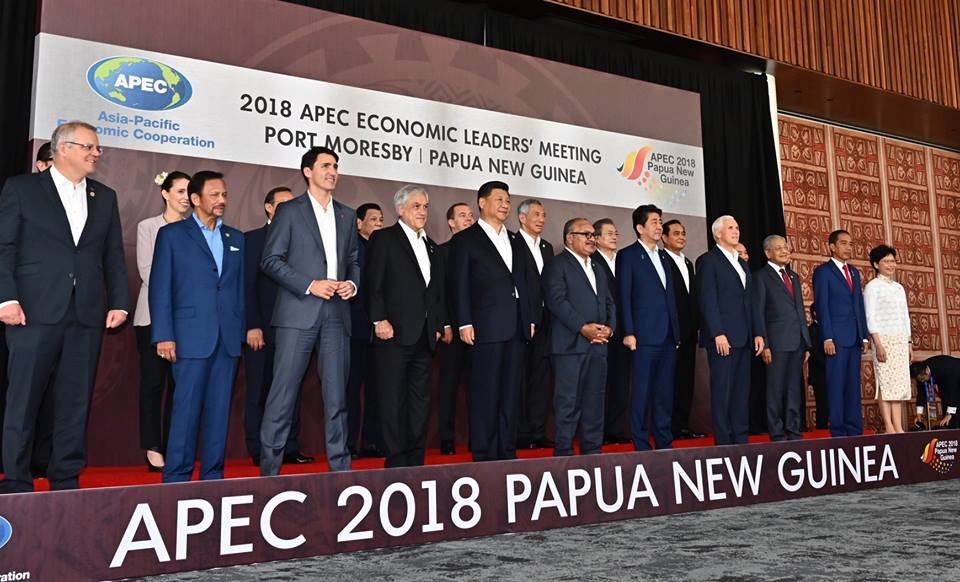
اجتماع بابوا غينيا الجديدة عام 2018

## نقد
تعرضت أبيك لانتقادات لترويجها لاتفاقيات التجارة الحرة التي من شأنها أن تفرض قيودًا على القوانين الوطنية والمحلية، التي تنظم وتضمن حقوق العمال وحماية البيئة والحصول الآمن والميسور على الأدوية. وبحسب المنتدى، فإن هذا المنتدى هو «المنتدى الرئيسي لتسهيل النمو الاقتصادي والتعاون والتجارة والاستثمار في منطقة آسيا والمحيط الهادئ» الذي أنشئ من أجل «زيادة تعزيز النمو الاقتصادي والازدهار في المنطقة وتقوية مجتمع آسيا والمحيط الهادئ». وقد تم التشكيك في فعالية وعدالة دورها، خاصة من وجهة نظر الدول الأوروبية التي لا يمكنها المشاركة في منتدى التعاون الاقتصادي لآسيا والمحيط الهادئ  ودول جزر المحيط الهادئ التي لا يمكنها المشاركة ولكن ستتأثر بقراراته.

## روابط خارجية
- التعاون الاقتصادي لدول آسيا والمحيط الهادئ
- تقارير خدمة أبحاث الكونجرس (CRS) بخصوص أبيك
- الموقع الرسمي لإبيك